# Mars Needs Women
Mars Needs Women is een onafhankelijk gemaakte Amerikaanse sciencefictionfilm uit 1967 van Azalea Pictures die geproduceerd, geschreven en geregisseerd werd door de zelfverklaarde pulp-artiest/auteur Larry Buchanan. De hoofdrollen werden vertolkt door Tommy Kirk, Yvonne Craig en Byron Lord. De film werd uitgebracht door American International Pictures maar kwam niet in de bioscoopzalen.

## Verhaal
Een Amerikaans militair station in Houston heeft een bericht uit de ruimte onderschept. Na decodering bevat het bericht alleen de cryptische boodschap: "Mars ... Needs ... Women"
Marsbewoners hebben een genetische afwijking ontwikkeld die alleen mannelijke kinderen voortbrengt. Er wordt een missie naar de aarde gelanceerd bestaande uit vijf Marsgezanten, geleid door Dop (Tommy Kirk). Eenmaal gearriveerd is het team van plan om aardse vrouwen naar Mars te ontvoeren om er te paren en vrouwelijke nakomelingen te produceren, om zo hun beschaving van uitsterven te redden.
Het leger beschouwt de Marsgezanten echter als indringers, dus het team neemt de gedaante aan van aardbewoners met menselijke kleding, geld, kaarten en transport. Ze selecteren enkele Amerikaanse vrouwen waaronder Dr. Bolen (Yvonne Craig), een experte in "ruimtegenetica". De vrouwen worden onder hypnose meegenomen, maar Dop raakt al snel verliefd op Dr. Bolen en is hij bereid om de missie voor haar te saboteren. Nadat hun schuilplaats door het leger ontdekt wordt, moeten de Marsgezanten gedwongen weer naar huis terugkeren zonder hun vrouwelijke gevangenen.

## Rolverdeling
| Acteur         | Personage                    |
| -------------- | ---------------------------- |
| Tommy Kirk     | Dop, Marsgezant #1, Mr. Fast |
| Yvonne Craig   | Dr. Marjorie Bolen           |
| Warren Hammack | Marsgezant #2 (arts)         |
| Tony Huston    | Marsgezant #3                |
| Larry Tanner   | Marsgezant #4                |
| Cal Duggan     | Marsgezant #5                |
| Pat Delaney    | kunstenares (ontvoerde)      |
| Sherry Roberts | Brenda Knowlan (ontvoerde)   |
| Donna Lindberg | stewardess (ontvoerde)       |
| Bubbles Cash   | stripper (ontvoerde)         |
| Byron Lord     | Col. Bob Page                |
| Roger Ready    | Stimmons                     |

## Release en ontvangst
Een recensie van de film in TV Guide meldde dat "Goedkoop, amateuristisch en saai woorden zijn die niet eens in de buurt komen om deze sci-fi-puinhoop te beschrijven. Het kan worden beschouwd als een van die films die Hollywoodfilmmaken op zijn slechtst vertegenwoordigt." Filmcriticus Richard Scheib schreef dat "de film geen specifieke plot heeft", maar dat "er een zeker amusement uitgaat van sommige Martiaanse opvattingen over de aardse cultuur" en "de meest onbedoeld grappige scènes in de film bevatten Tommy Kirk [...] zoals zijn intense en overdreven pogingen om de vertelstem te zijn wanneer het geluid in een planetarium uitvalt of zijn hilarische clichématige liefdesverklaring aan Yvonne Craig."
Hoewel de film oorspronkelijk bedoeld was voor bioscooprelease, werd Mars Needs Women rechtstreeks op televisie vertoond.